# Disserta
 (décembre 2023).
Disserta est un groupe espagnol de metal alternatif, originaire de Madrid, actif entre 2007 et 2013. 

## Histoire
Disserta est formé à Madrid en 2007. À ses débuts, le groupe tourne en Espagne tout en travaillant sur les chansons qui allaient faire partie de leur premier album studio. En 2008, ils entrent en studio sous la direction de Jorge Escobedo (Sôber, Skizoo) pour enregistrer leur premier album. Le groupe est formé par Gorka Luque (guitare), Kaiki (chant), Rubén G. (basse) et Chus B. (batterie) ; ils ont la collaboration de Germán Gónzalez (chanteur de Skunk D.F.) et Jorge Escobedo, dans leur premier album. Au milieu de l'année 2008, Fabricio Farfán rejoint le groupe pour compléter le line-up en tant que second guitariste. 
Le groupe sort la chanson Caos Interno au cours de l'été 2008, en guise d'avant-goût de ce qui serait leur premier album. Il suscite rapidement une grande attente et gagne la reconnaissance d'importants critiques et médias. Plus tard est arrivé Ayer y Hoy, le premier single de l'album, que le groupe présente en direct dans différents endroits d'Espagne. La vidéo est réalisée par la société de production Burbuja Films, avec la participation spéciale des acteurs Marta Hazas et Sergio Mur. Quelques mois plus tard, Disserta a annoncé que Renacer serait le deuxième single de l'album, avec une vidéo beaucoup plus proche et intime, avec des images inédites de la tournée et des moments tels que ceux vécus dans les coulisses ou les voyages. Enfin, l'album, homonyme, sort cette même année.
Après le départ de Kaiki, le groupe est rejoint par José Cabrera (Romeo) qui est resté dans le groupe jusqu'en décembre 2011. Ensuite, le groupe introduit Santi Rivas (Listea) qui reprend la batterie après le départ de Chus au milieu de l'année 2011, ce line-up allait travailler sur le prochain album. Un album qui ne verra jamais le jour. En 2013, le groupe fait ses adieux et se sépare.

## Membres

### Derniers membres
- Gorka Luque — guitare
- Rubén G — basse
- Fabricio Farfan — guitare
- Santi Rivas — batterie

### Anciens membres
- Kaiki — chant
- Chus B — batterie
- José Cabrera — chant

## Discographie

### Albums studio
- 2008 : Disserta

### Vidéos
- 2011 : Ayer y hoy
- 2011 : Renacer